# Chanco
Chanco es una comuna y pueblo ubicado en la provincia de Cauquenes, región del Maule. La población del pueblo de Chanco es de 3.888 habitantes según el censo de 2017. Por otro lado, la población comunal asciende a 9.446 habitantes de acuerdo al censo de 2024.
La comuna de Chanco limita con las siguientes comunas: con Constitución al norte, con Empedrado y Cauquenes hacia el oeste y con Pelluhue al sur. 

## Historia

### Historia precolombina
La costa de la actual Provincia de Cauquenes, que incluye a las comunas de Chanco y Pelluhue, presenta 191 sitios arqueológicos que corresponden al periodo arcaico y alfarero.Por un lado, los sitios arqueológicos correspondientes al periodo arcaico, datan desde el año 5575 a. C. hasta el año 880 d. C.Los restos encontrados en estos campamentos permiten inferir que estos grupos humanos mantenían un modo de subsistencia cazador-recolector-pescador. Por otro lado, en el caso de los asentamientos correspondientes al periodo alfarero, estos datan desde el año 976 d. C hasta el año 1770 d. C. Las evidencias permiten conjeturar que estos grupos se dedicaban a un modo de subsistencia recolector-horticultor y que se asentaban en playas, aleros y cuevas de la zona.

#### Periodo Arcaico
Grupos humanos dedicados a la caza, pesca y recolección habitaron la zona de Chanco entre los años 4455 a. C. y 4000 a. C. durante el Periodo Arcaico americano. Estas colectividades humanas erigieron campamentos habitacionales sobre dunas ubicadas cerca de vegas y cursos de ríos en los sectores de Loanco, Santos del Mar y Reloca. Dentro de las herramientas que usaban se han encontrado puntas de proyectiles triangulares, cuchillos, raederas, raspadores, punzones de hueso y anzuelos elaborados principalmente de andesita, basalto, cuarzo y obsidiana.Estas muestras de cultura material han sido denominadas como Patrón Arcaico Pahuil. Se ha identificado que la alimentación de estos habitantes primigenios se basaba en la caza del lobo marino, del coipo y de aves, en la pesca de corvina y de liza y en la recolección de moluscos.

### Historia colonial
Durante el desarrollo de las misiones evangelizadoras de indígenas en la provincia de Cauquenes, se menciona en el siglo XVI la existencia del cacicado de Chanco. Un siglo después, en las últimas décadas del siglo XVII, se funda la primera capilla que consistía en un edificio de adobe de dos metros de altura con una sala de 8 por 16 metros de ancho que era atendido por curas doctrineros de Cauquenes En el mismo siglo antes mencionado, los archivos parroquiales mencionan por primera vez la existencia del pueblo de Chanco en el año 1669 contabilizando la presencia de 125 familias.

### Historia durante elsigloXIX
Originalmente, el pueblo estaba a orillas del mar. Sin embargo, durante el siglo XIX las dunas avanzaron y sepultaron los cultivos y el pueblo viejo. Fue recién a principios del siglo XX, gracias a la acción del botánico alemán Federico Albert Faupp que se salvó el pueblo, al plantarse un bosque, que fue declarado reserva nacional en 1981, y refundándose el pueblo al este de este bosque.

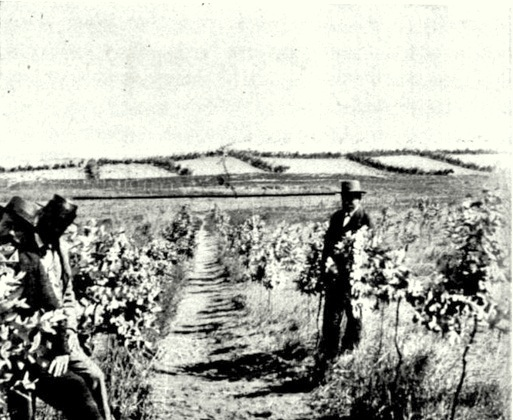
Plantaciones de uvas en Chanco, principios del siglo XX

Chanco (Villa de).-—Situada en el departamento de Cauquenes por los 35° 42' Lat. y 72° 03' Lon. á unos 55 kilómetros hacia el NO. de su capital y 60 al S. de la ciudad de Concepción. Está asentada en una pequeña planicie de las lomas vecinas al Pacífico que rodean la ensenada de su nombre, abierta y de playa brava, y cerrada al N. por la punta de Carranza. Al O. de la villa se extienden próximas series de dunas á lo largo de esa playa, cuyas arenas amenazan invadir el pueblo, como lo hicieron con su primitivo asiento. Inmediatos por el E. se levantan cerros medianos de bastante arbolado, que caen en suaves declives formando las indicadas lomas, y de ellos baja también un grueso arroyo que, estrechado en una caja honda de arenisca, corre por el lado sur hasta la playa. Las mismas lomas y comarca del contorno producen bastantes cereales y legumbres, y abundan en excelentes pastos, que contribuyen á que los quesos de Chunco, sean tan justamente celebrados. Consta la villa de cuatro calles de norte á sur, cortadas en ángulos rectos por otras tantas con una plaza en el centro, y contiene una iglesia parroquial, tres escuelas gratuitas, oficinas de registro civil, de correo y telégrafo, y una población de 1,984 habitantes. Era de antiguo un pueblo de indios pescadores, que á mediados del pasado siglo comenzó á concentrar moradores españoles por el descubrimiento de lavaderos de oro en sus inmedia ciones y vino á obtener á fines del mismo el título de villa. Por acuerdo de la municipalidad departamental, aprobado el 31 de julio de 1849, se removió al sitio contiguo que hoy ocupa, más elevado y libre de las arenas del mar, que invadian el primitivo, y se le confirmó el título de villa por decreto de 15 de julio de 1872. El nombre puede que sea contracción de chañchañco, de co y chañchañ, una mata ó planta indígena que significa, según Febres, «manantial de agua de esa mata»; aunque en el Perú hay parajes con la denominación de Chanco del antiguo idioma de este país.
Francisco Astaburuaga Cienfuegos, Diccionario Geográfico de la República de Chile (1897) 

### Historia durante elsigloXX
El 29 de agosto de 1952 fue creado en la cárcel de la localidad un «Presidio Especial» para reos homosexuales, reemplazando a la prisión de dicho tipo que existía desde 1942 en la Cárcel Pública de Pisagua; con dicha estrategia se buscaba tener aislados del resto de la población penal a los reos homosexuales. A pesar de la resistencia inicial de los habitantes del pueblo, los reos homosexuales posteriormente se ganaron la simpatía de los residentes al realizar diferentes trabajos de costura, bordado, tejido, lavados y planchados, y también participar en las obras de forestación en la zona.
Durante 15 de octubre de 1973, en el contexto del anunciación del Plan Z por parte de la dictadura militar de Pinochet, efectivos de la Comisaría de Chanco ejecutan a Uberlindo Aguilera, agricultor y dirigente campesino del asentamiento Pahuil.

### Historia reciente
En 2010, el pueblo fue afectado duramente por el terremoto que azotó la zona central de Chile el 27 de febrero. La mayor parte de su zona típica resultó con graves daños, mientras que la iglesia de la Candelaria se derrumbó. Se registraron 41 fallecidos.

## Medio ambiente

### Geomorfología y componentes abióticos

Trazado simplificado de los ecosistemas y cuerpos de agua presentes en la comuna de Chanco.

La comuna de Chanco se encuentra emplazada en las unidades geomorfológicas de Cuencas graníticas marginales, Planicie marina o fluviomarina y Cordillera de la costa; y presenta según la clasificación climática de Köppen clima mediterráneo de lluvia invernal (Csb) y clima mediterráneo de lluvia invernal e influencia costera (Csb (i)). Esta además se halla entre las cuencas hidrográficas de Costeras del río Maule y el límite regional y río Maule. Además, la comuna posee diversos cuerpos de agua, entre los que se destacan el río Curanilahue, río Pinotalca, río Rahue y río Reloca.

### Componentes bióticos
Dentro del territorio de la comuna se pueden hallar los siguientes ecosistemas:
- Bosque caducifolio mediterráneo costero donde predominan Nothofagus glauca y Azara petiolaris (En peligro crítico)
- Bosque caducifolio mediterráneo costero donde predominan Nothofagus glauca y Persea lingue (En peligro crítico)Reserva Nacional Federico Albert

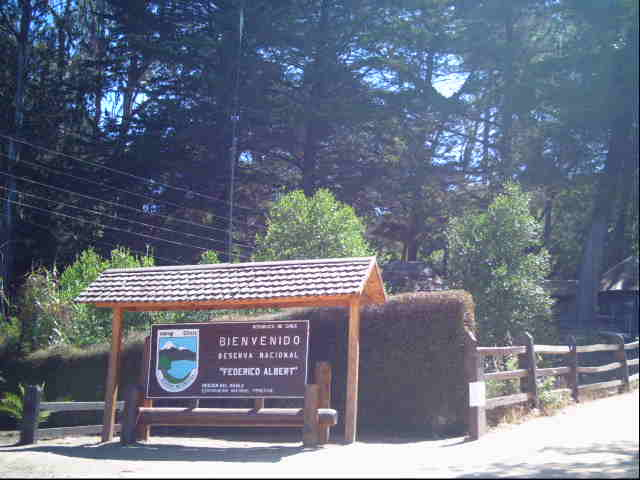
Reserva Nacional Federico Albert

- Bosque esclerófilo mediterráneo costero donde predominan Lithrea caustica y Azara integrifolia (En peligro crítico)

### Medidas de protección ambiental y conflictos socioambientales
Hasta 2022, la comuna de Chanco cuenta con las siguientes zonas que cuentan con algún nivel de protección ambiental:
- Cardonal - Linda Vista (Sitios ERB)[23]
- Desembocadura del Río Rahue (Sitios ERB)[24]
- Desembocadura Río Santa Ana (Sitios ERB)[25]
- Fundo el Desprecio (Iniciativa de Conservación Privada)[26]
- Fundo Provoste (Iniciativa de Conservación Privada)[27]
- Hualos de Loanco Forestal Mininco (Sitios ERB)[28]
- laguna Reloca (Sitios ERB)[29]
- Paso Malo - Crucero (Sitios ERB)[30]
- Reserva Nacional Federico Albert (Reserva Nacional)
- Reserva Nacional Los Ruiles (Reserva Nacional)[31]
- Santos del Mar (Sitios ERB)[32]
- Santuario de la Naturaleza Humedal de Reloca (Santuario de la Naturaleza)[33]

## Demografía
La comuna de Chanco abarca una superficie de 529,51 km² y tiene una población de 9.446 habitantes de acuerdo al censo de 2024. La densidad comunal es de 17,9 hab/km². Del total de la población, 4601 son mujeres (48,65 %) y 4856 son hombres (51,35 %). Un 57,58% (5.445 hab.) corresponde a población rural, y un 42,42% (4.012 hab.) corresponde a población urbana. Entre 1992 y 2002, la población de la comuna cayó en un 0,4%, lo que representa una pérdida neta de 35 habitantes en 10 años.

### Localidades
De acuerdo al censo del año 2017, la comuna de Chanco cuenta con las siguientes aldeas y caseríos:

### Aldeas
- Pahuil (522 habitantes)
- La Vega (319 habitantes)

### Caseríos
- Tres Esquinas (112 habitantes)
- La Puntiaguda (94 habitantes)
- Santos del Mar (54 habitantes)

## Administración

### Municipalidad
La Municipalidad de Chanco está compuesta por su alcalde en funciones, Marcelo Waddington Guajardo, del Partido Radical y seis concejales, a saber:

### Representación parlamentaria
Integra junto con las comunas de Cauquenes, Longaví, Parral, Pelluhue y Retiro, el distrito electoral n.º 40, y pertenece a la 11.ª circunscripción senatorial (Talca).

## Economía
En 2018, la cantidad de empresas registradas en Chanco fue de 76. El Índice de Complejidad Económica (ECI) en el mismo año fue de -0,64, mientras que las actividades económicas con mayor índice de Ventaja Comparativa Revelada (RCA) fueron Cultivo de Avena (242,0), Servicios de Forestación (106,13) y Venta al por Menor de Pescados, Mariscos y Productos Conexos (69,71).

### Comercio y Servicios

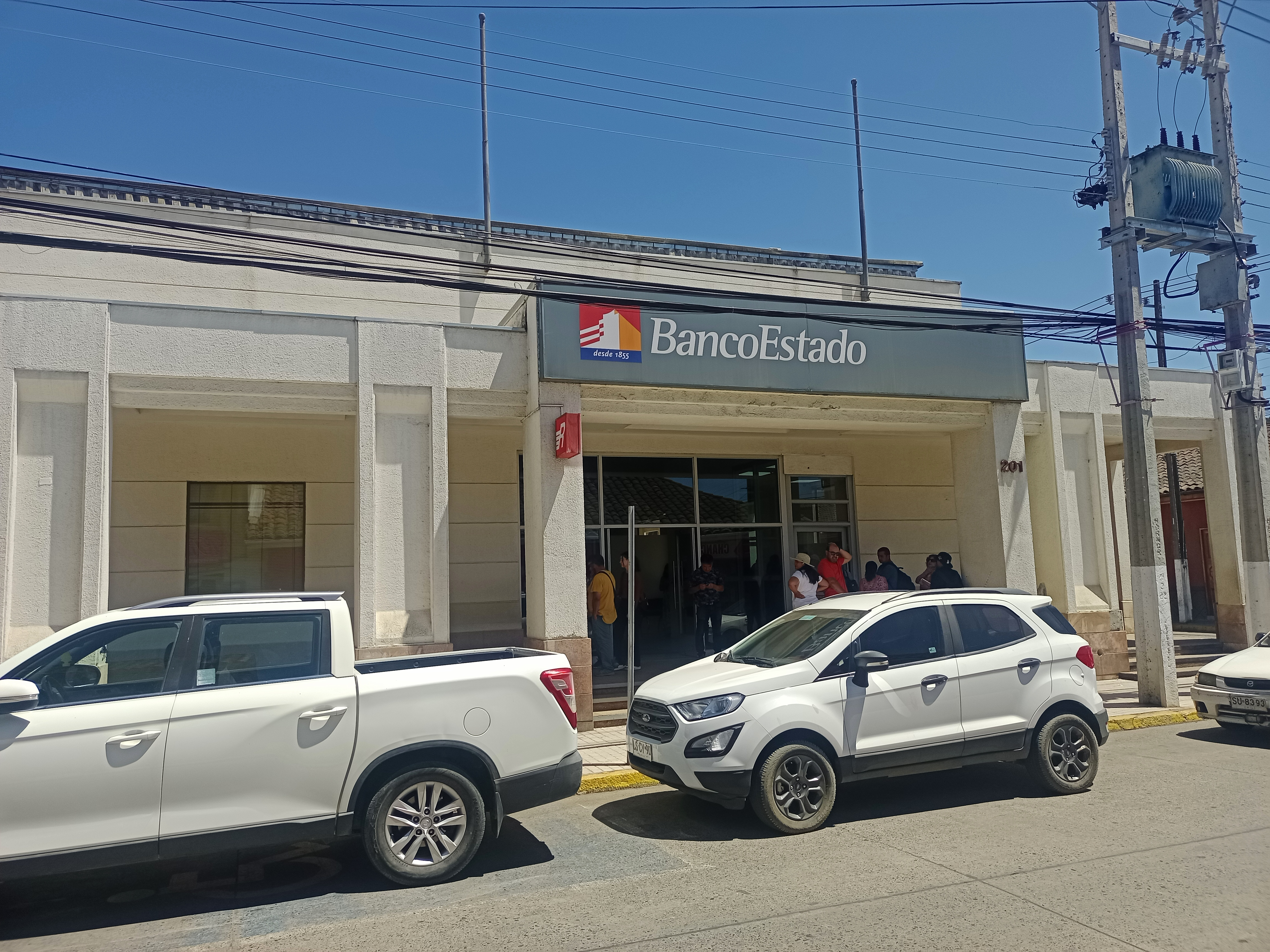
Sucursal de Banco Estado en calle Abdón Fuentealba en Chanco.

Cuenta dentro de los comercios en su mayoría de locales comunales, aunque se destacan la sucursal de Banco Estado, ChileAtiende, Supermercados el 9, estación de servicio Chanco (filial de Shell), Sofal LTDA (distribuidora de Stihl), sucursal de Nuevosur y sucursal de DirecTV.

### Turismo
El Ministerio de Agricultura de Chile reconoce los siguientes lugares de Chanco como zonas de interés turístico:
1. Reserva Nacional Federico Albert: reserva nacional de una superficie de 145 hectáreas de bosque de pinos, cipreses, alcornoques y aromos. El bosque es fruto del trabajo del naturalista alemán Federico Albert para detener el avance de las dunas que amenazaban con cubrir el pueblo durante el siglo XIX.
2. Playa y Caleta Loanco: caleta de pescadores donde se puede visitar Santos del Mar, una formación rocosa con una hendidura en su centro
3. Playa Monolito: playa de arena negra que se extiende por varios kilómetros bordeando la bahía de Chanco
4. Humedal de Reloca: es un santuario de la naturaleza y área de protección de aves. Cuenta con 245 hectáreas y más de 150 especies de aves tales como el cisne de cuello negro, flamencos y taguas.
5. Reserva Nacional Los Ruiles: reserva nacional que destaca por su protección de las especies de fauna y flora. Dentro de la fauna presente en la reserva se encuentra la loica, el tucúquere, la lechuza blanca y el pato correntino. Por otro lado, dentro de la flora se encuentra el coigüe, el boldo, el maitén y el arrayán.

## Cultura

### Patrimonio
El Consejo de Monumentos Nacionales declaró a la zona antigua de Chanco Zona Típica en 2000, considerando su coherencia y el interés arquitectónico de sus casas de estilo neo-colonial.

Para declarar el casco histórico de Chanco Zona Típica se consideró que estaba emplazado en un antiguo asentamiento de pescadores y se caracterizaba por una trama de calles en damero tradicional, con una arquitectura de casas coloniales de un piso, de fachadas continuas y corredores que conforman una fuerte imagen y continuidad urbana. 
Se destacan en sus fachadas la variedad de ventanas, puertas y postigos de elaborados detalles y proporciones, pilastras, dinteles y alfeizares, de ejemplar carpintería y un interesante tratamiento de esquinas y techos en teja de arcilla rústica y pilares de madera con asíntolas torneadas en una sola pieza, todo ello de gran valor. arquitectónico. 
Se consideró también que estaba emplazado en un área de desarrollo turístico, caracterizada por balnearios de carácter costero o lacustre, entre los que se destacan Pelluhue, Iloca Y Vichuquén.

### Gastronomía
Durante el periodo colonial, existieron en la zona de Chanco algunos "tambos" donde se producía el denominado queso chanco, que originalmente estaba hecho en base a proporciones similares de leche de oveja y leche de vaca.

### Música y eventos locales
Se destaca, como fiesta popular y muy concurrida, cada mes de febrero, un festival que se realiza basado en el folklore de México y que recuerda y homenajea a Guadalupe del Carmen (Esmeralda González Letelier), nacida en Quilhuiné, comuna de Chanco, quien fuera popular intérprete de la música popular de México, aun cuando nunca visitó esa tierra.
La fiesta de la Virgen de la Candelaria, patrona del pueblo, se celebra cada 2 de febrero atrayendo peregrinos y visitantes de todo el país.

## Deportes

### Fútbol
La comuna cuenta con una asociación de fútbol (Asociación de Fútbol de Chanco) conformada por cinco clubes (Brisas del Mar, Deportivo Chanco, Copihue, Miramar y Pahuil). Debido a las condiciones del territorio, todos los partidos se juegan en el estadio municipal de Chanco (pasto natural), y en otras ocasiones se juegan en el estadio de Pahuil.

## Medios de comunicación

### Radioemisoras
FM
- 89.1 MHz Frecuencia Uno (Linares)
- 92.3 MHz La Roca FM (Curanipe)
- 93.3 MHz Red Géminis (Cauquenes)
- 94.7 MHz ABC Radio (San Carlos)
- 97.1 MHz Interactiva (Chillán)
- 97.7 MHz Pa Gozar (Constitución)
- 97.9 MHz Arenas (En Conexión con Radio Dinastía y Radio Surcos de Cauquenes)
- 98.7 MHz  Ambrosio (Linares)
- 99.5 MHz  La Nube (Chanco)
- 100.3 MHz Primicia (Pelluhue)
- 102.3 MHz Favorita (Curicó)
- 104.1 MHz Chanquina
- 105.1 MHz Paripúa (Constitución)
- 106.3 MHz Buena Nueva de Chanco (En Conexión con Radio Buena Nueva de Linares)

### Televisión
TDT
- Canal 10.1: Canal 13 HD sin señal
- Canal 13.1: Chilevisión HD
- Canal 13.2: UChile TV

## Personas destacadas
- Guadalupe del Carmen, cantante.
- Avelino León Hurtado, abogado, decano de la Facultad de Derecho de la Universidad de Chile.
- Daniel Peñailillo, abogado y escritor.
- Federico Albert, botánico que salvo al pueblo de desaparecer por el avance de las dunas.
- Osvaldo Waddington Carrasco gestor cultural, cronista y poeta.
- Andrea Balladares, socióloga y política chilena.